# Zygiella minima
Zygiella minima är en spindelart som beskrevs av Schmidt 1968. Zygiella minima ingår i släktet Zygiella och familjen hjulspindlar.
Artens utbredningsområde är Kanarieöarna. Inga underarter finns listade i Catalogue of Life.